# Адамув (Замойский повет)
Адамув (пол. Adamów) — деревня в Замойском повете Люблинского воеводства Польши. Административный центр гмины Адамув. Находится примерно в 16 км к юго-западу от центра города Замосць. По данным переписи 2011 года, в деревне проживало 378 человек.

## История
Деревня была основана в начале 18 века в поместьях Тарновского уезда и названа в честь потомственного наследника. Вскоре после этого сама деревня стала центром отдельных земельных владений.
В середине 19 века Адамув принадлежал семье Залуских, а в начале 20-го века графу Витольду Лоу. В 1920 году земельные владения последних в Адамуве, Бондыру и Шевнии занимали общую площадь в 3471 га сельскохозяйственных земель.
По данным переписи 1827 года, деревня находилась в Замойском повете и при Поточецкой волости. В то время она имела 21 дом и 131 жителя.
В межвоенный период Адамов принадлежала к общине Суховола Замовского повета. Согласно первой переписи 1921 года в возрожденной Польше, в деревне было 49 домов и 266 жителей, в том числе 14 православных.
Во время сентябрьской кампании 1939 года (23—25 сентября) возле деревни (в основном в Жании) велись ожесточенные бои польских кавалерийских подразделений генерала У. Андерса и 39-й и 41-й пехотной дивизии с немецким VII корпусом.
В ночь на 29 и 30 июня 1943 года нацисты пытались депортировать людей из деревни, которые, однако, сумели убежать в лес. Приблизительно 30 человек были захвачены в плен, оставлены в деревне и депортированы в лагерь в Замостье. После немецкой акции население вернулось домой.